# 马萨里克大学
马萨里克大学（捷克語：Masarykova univerzita；或简称）是捷克共和国第二大大学，位于布尔诺，成立于1919年。作为孔波斯特拉大学集团和乌得勒支网络的成员，马萨里克大学拥有十个院系和35,115名学生。该校以托马斯·马萨里克的名字命名，马萨里克是捷克斯洛伐克独立后的第一任总统，也是推动建立第二所捷克大学的领导人。1960年，马萨里克大学更名为“扬·埃万杰利斯塔·普尔基涅大学”（University of Jan Evangelista Purkyně），以纪念捷克生物学家扬·埃万杰利斯塔·普尔基涅。1990年，在天鹅绒革命之后，马萨里克大学恢复了其最开始的名字。自1922年以来，已有超过171,000名学生从马萨里克大学毕业。

## 历史沿革

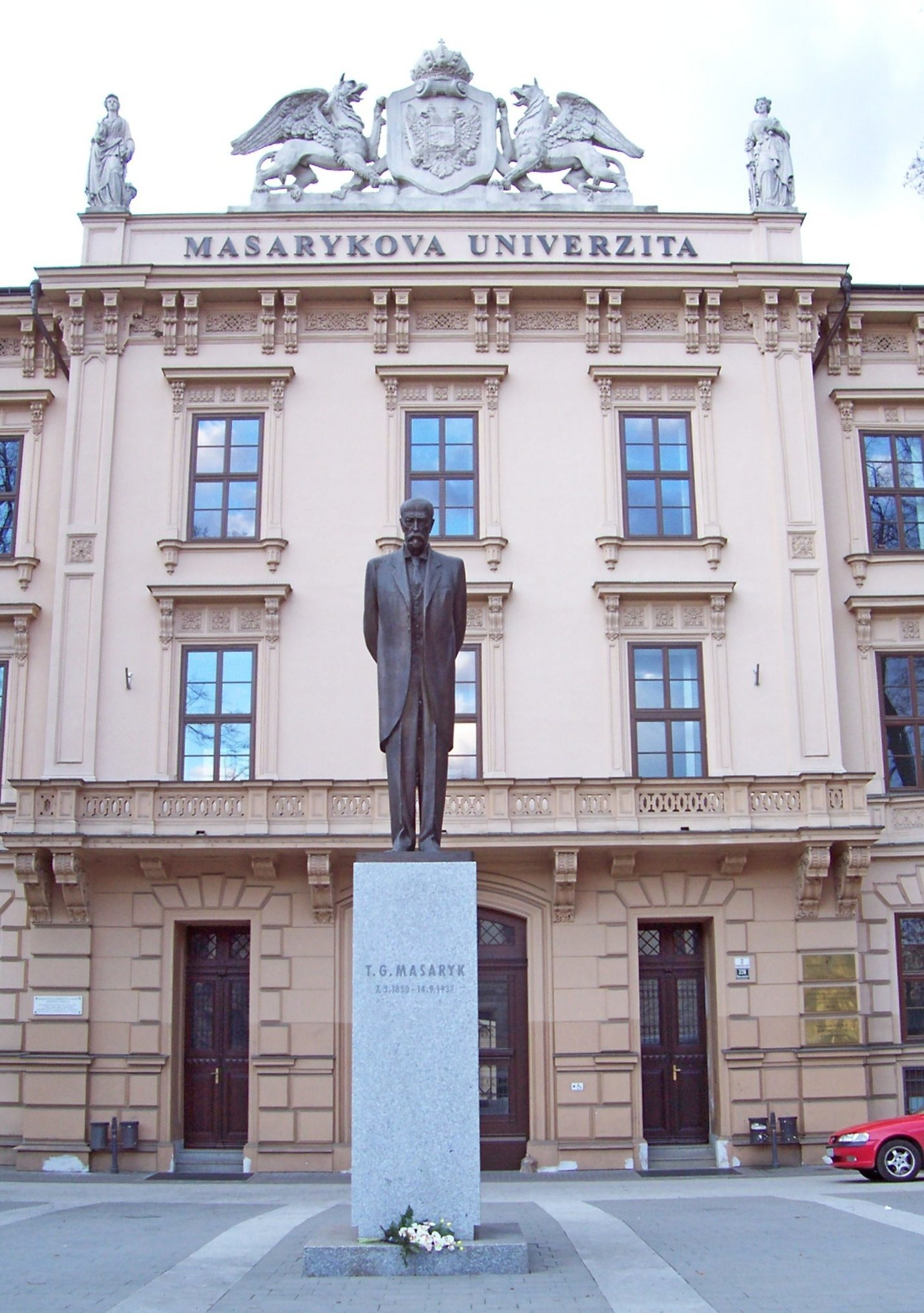
马萨里克大学信息学院建筑前的托马斯·加里格·马萨里克雕像（前马萨里克大学医学院）

查理大学教授和捷克斯洛伐克首任总统托马斯·马萨里克的推动长期关注捷克高等教育的发展。从19世纪80年代开始，他倡导建立新大学，以增强科学研究领域的竞争力。当时，捷克仅有一所大学，学术竞争不足。马萨里克的提议获得许多教授、学生和公众支持，设立第二所捷克大学成为他的首要目标。

### 第二所捷克大学的设立
托马斯·马萨里克总统自1885年起公开支持在摩拉维亚建立第二所捷克大学，认识到学术竞争对于提升教育质量的重要性。他的倡议得到了当时波西米亚和摩拉维亚有名的法律学者安东宁·兰达（Antonín Randa）等人的支持，并通过多次学生和公众的请愿活动，特别是由学生社团摩拉维亚贝塞达（Moravská beseda）发起的超过300份请愿书，推动了这一目标的实现。
在大学选址问题上，布尔诺最初被广泛认可为理想地点。然而，布尔诺的德裔居民担心政治影响力的削弱，反对在此建立大学。这一反对引发了民族间的冲突，尤其是在1905年的福尔克斯塔格（Volkstag）事件中，街头冲突激化，导致捷克工人弗兰蒂谢克·帕夫利克（František Pavlík）死亡。尽管如此，布尔诺作为捷克斯洛伐克的工业中心和行政中心，最终成为新大学的首选地点。

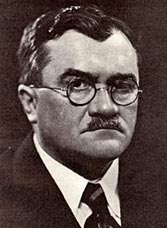
卡雷尔·恩格利什，经济学家兼马萨里克大学首任校长

### 创立与早期发展（1919–1948）

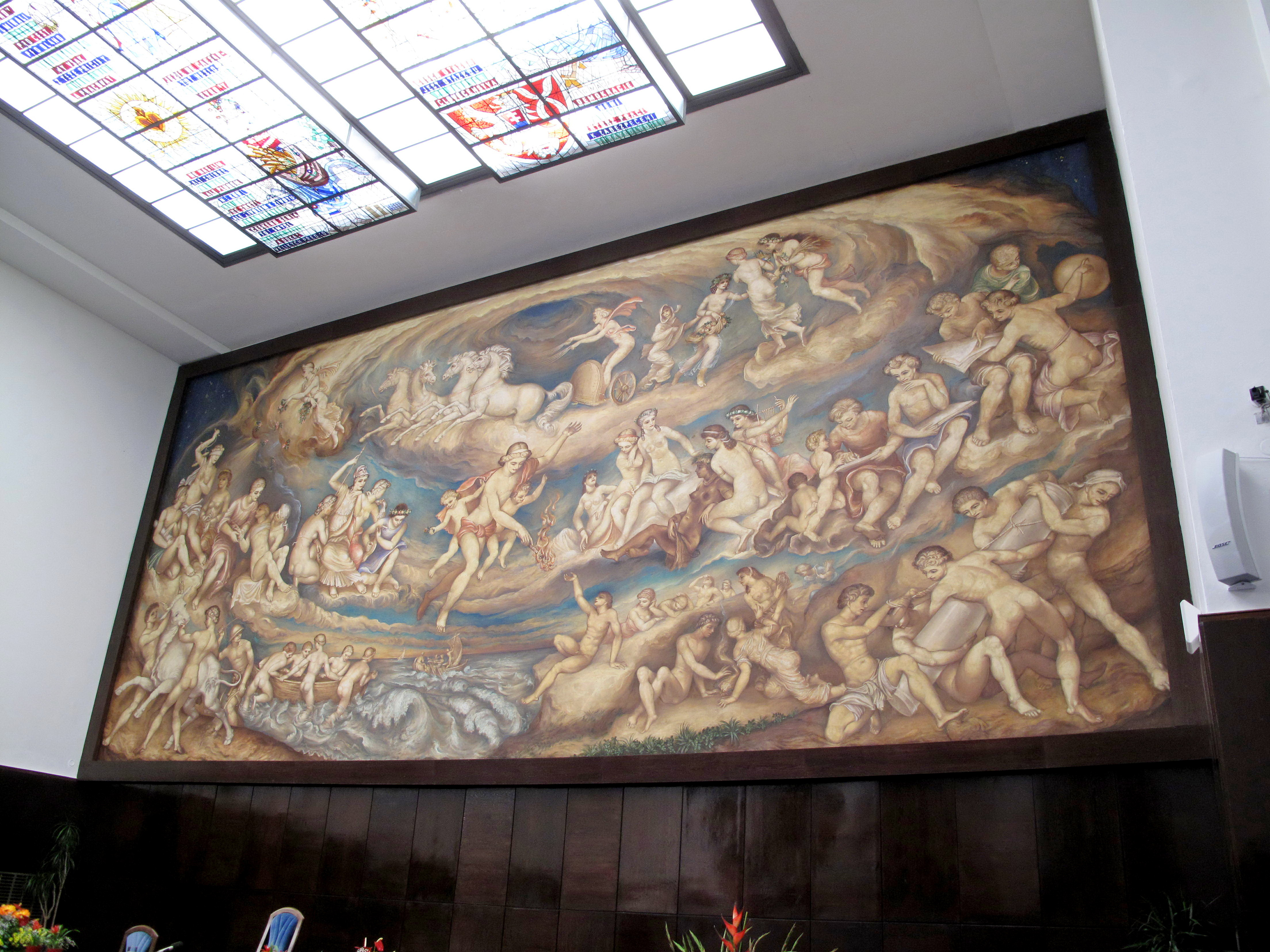
安东宁·普罗哈兹卡的作品《普罗米修斯为人类带来火焰》

第一次世界大战结束后，奥匈帝国解体，为新大学的建立创造了有利条件。马萨里克大学通过法律于1919年1月28日正式成立，成为捷克的第二所大学。
大学设有法学院、医学院、理学院和文学院四个院系。计划在1930年完成整个校园的建设，但实际仅完成了法学院的建筑。大学的首个标志由画家埃杜阿德·米连（Eduard Milén）设计，采用风格化的“MU”字母，背景为装饰有吊帐的盾形图案。
大学在成立初期面临诸多挑战，包括资金不足和设施匮乏。尽管如此，马萨里克大学迅速发展，逐步扩展其学术影响力。1921/1922学年，大学共有1244名学生，到了1937/1938学年，学生人数增长至3472人。大学还积极建设学生宿舍，如1923年在布尔诺-扎博夫雷斯基（Brno-Žabovřesky）地区建立的康尼科维宿舍（Kounicovy koleje），并于1931年建成了女宿舍和学生食堂。
在纳粹占领期间，马萨里克大学遭受了严重的打击。1939年11月17日，纳粹部队占领布尔诺，随即关闭了包括马萨里克大学在内的所有捷克高等教育机构。大学的建筑被纳粹当局接管，用于其军事和行政目的。大量教授和学生被捕并送往集中营，理学院四分之一的教授被处决或在酷刑下死亡。
纳粹占领期间，大学的教学活动几乎完全停止，仅有少数医学院的临床工作得以维持。学校的许多重要设施和图书馆被掠夺或毁坏，科研设备也遭到破坏。1944年11月20日的布尔诺轰炸进一步摧毁了部分大学建筑，尤其是理学院的地理研究所。尽管面临如此严峻的环境，部分师生仍秘密进行学术活动，试图保护知识和文化遗产。

### 战后恢复与共产主义时期（1945–1989）
第二次世界大战结束后，马萨里克大学开始恢复教学和科研活动。1946年，大学设立了教育学院，尽管在1953年至1964年期间，教育学院一度从马萨里克大学独立成为单独的师范大学。此外，1952年至1960年间，马萨里克大学还短暂地设有药学院。
1948年2月，共产主义政权在捷克斯洛伐克上台，对马萨里克大学的发展造成了进一步的打击。1950年马萨里克大学法学院被彻底取消，46%的法学院学生被迫退学。1960年，捷克斯洛伐克共产党政府出于政治原因，将马萨里克大学更名为“扬·埃万杰利斯塔·普尔基涅大学”（University of Jan Evangelista Purkyně）。在这一时期，马萨里克大学的自由学术环境受到了严重限制，学生必须学习思想政治教育课程，校社会主义青年联盟控制着学生的行动，许多教授和学生因政治原因被迫离校或受到迫害。尽管如此，大学仍继续运营，尽力维持教学和科研活动。

### 天鹅绒革命后复兴与现代发展（1989–现今）
1989年11月天鹅绒革命后，捷克的政治环境逐渐开放，马萨里克大学得以重新发展，并于同年恢复了“马萨里克大学”的名称。

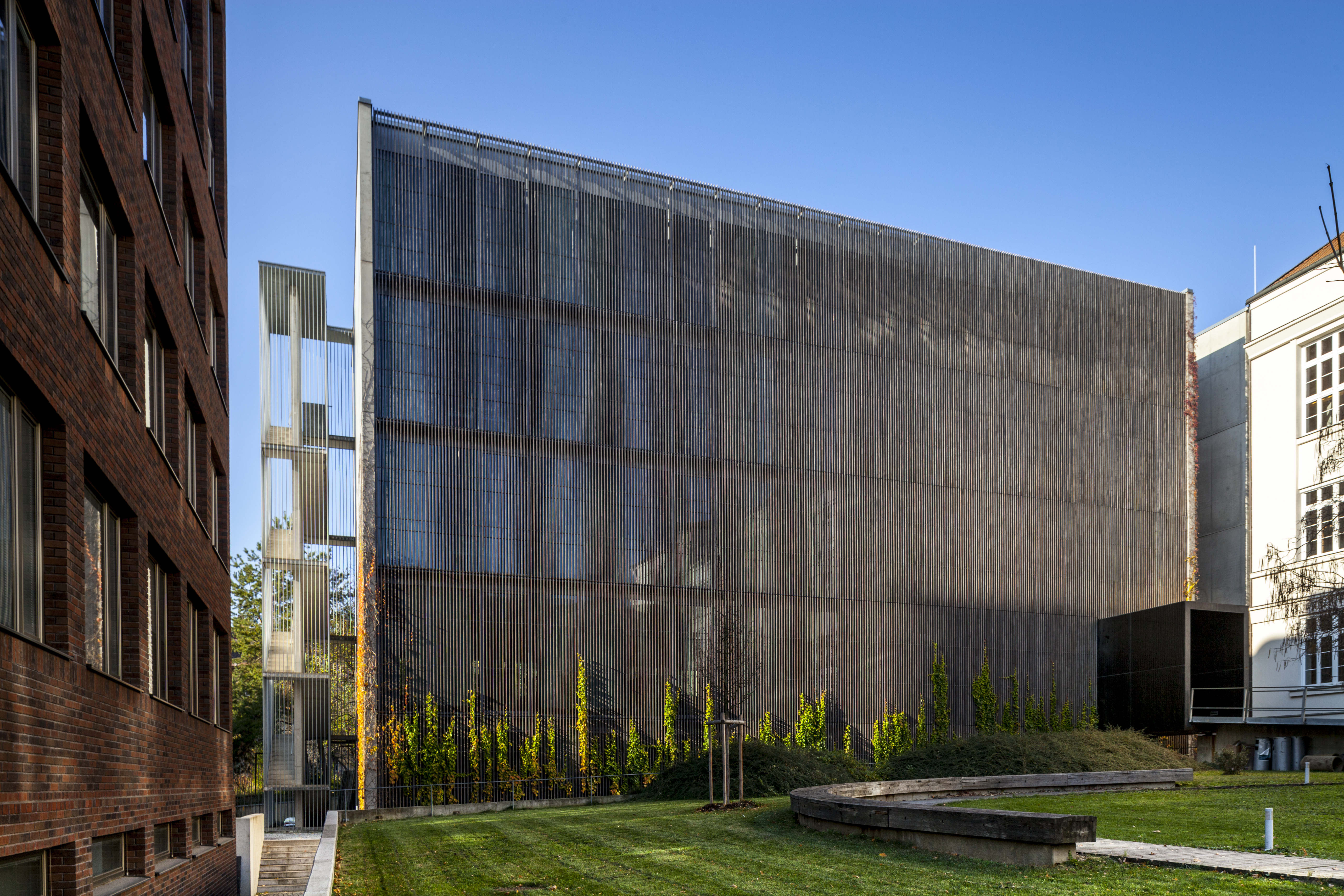
文学院中央图书馆于2002年开放，并获得“建筑师大奖”

随后，大学新设立了经济与行政学院、信息学院、社会科学学院和体育研究学院，并在博胡尼采建成了新的校园。在1998年至2005年期间，马萨里克大学的正式名称为“布尔诺马萨里克大学”。2006年，经捷克教育部同意，去除了名称中的城市“布尔诺”前缀，恢复为“马萨里克大学”。2020年，大学重新成立了药学院。
大学在现代发展中取得了诸多成就。自1999年3月1日起，马萨里克大学采用自主开发的马萨里克大学信息系统（简称IS）进行学生管理。凭借在信息系统开发与创新方面的卓越表现，大学于2005年荣获欧洲EUNIS Elite Award奖项。

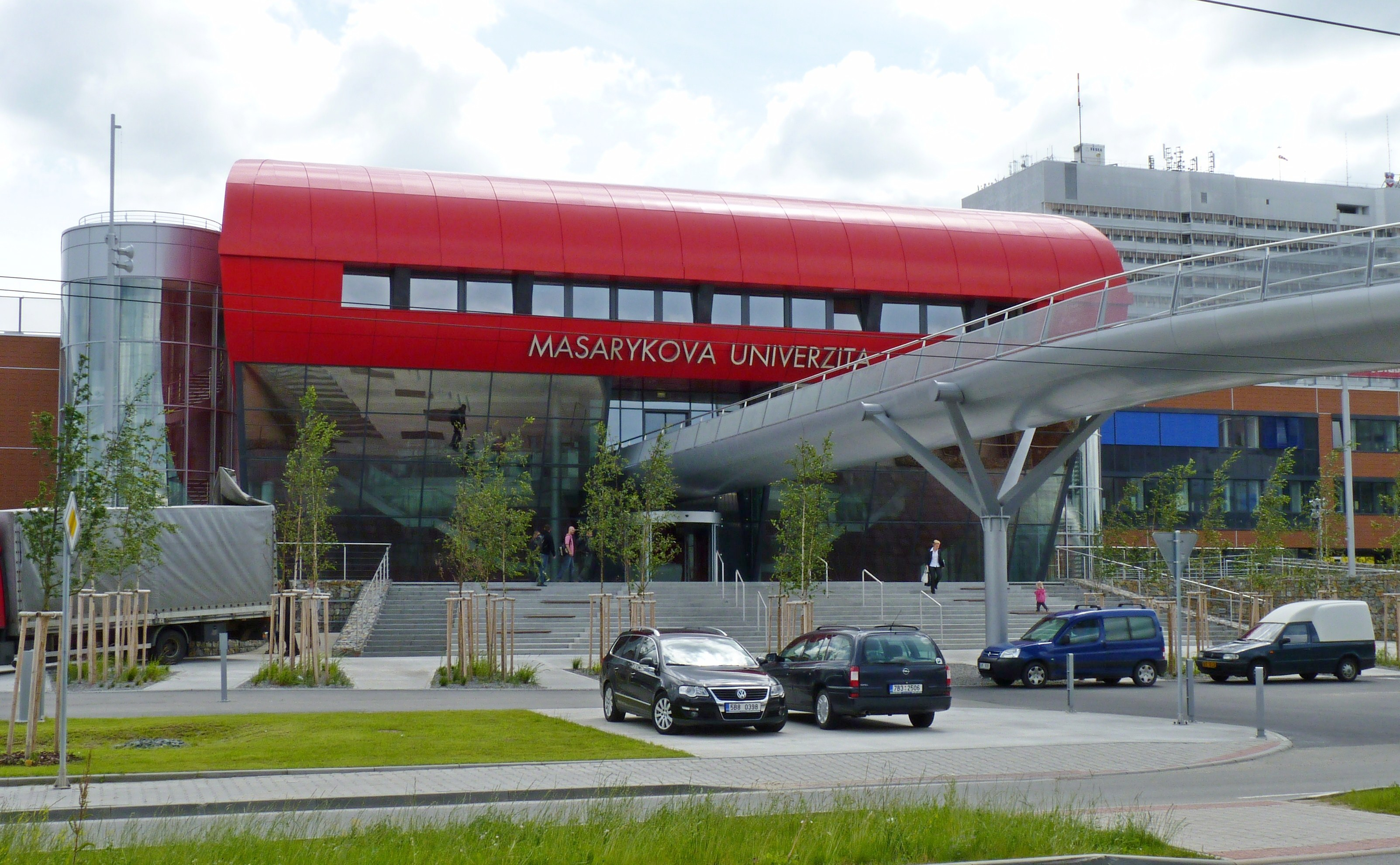
位于布尔诺-博胡尼采的大学校区，是医学院、理学院和体育研究学院的所在地

马萨里克大学通过与捷克共和国维基媒体基金会签署合作备忘录，自2015年以来承诺积极参与互联网百科全书维基百科的发展。马萨里克大学和维基媒体基金会的这次合作旨在促进学术知识的传播和开放获取，鼓励师生参与内容创建与编辑，提高维基百科在捷克语及其他语言版本中的质量和覆盖范围。
为迎接即将到来的建校100周年，马萨里克大学校长办公室决定自2018年3月开始使用新的标志及视觉风格。新的设计由位于布拉格的纳伊布特事务所创建，彰显了布尔诺的功能主义传统。新标志采用简洁的“MUNI”字样，并使用专门设计的同名字体，体现了大学现代化与创新精神的结合。
在俄罗斯入侵乌克兰后，马萨里克大学于2022年4月15日特别宣布一个额外的申请入学期，允许在捷克共和国根据临时保护制度居住的乌克兰公民提交申请，此额外申请期自2022年4月15日开始，持续至5月31日。此举旨在支持乌克兰学生在捷克共和国的学习与生活，为其提供更多教育机会。

### 年表
| 年份   | 事件                                                                    |
| ------ | ----------------------------------------------------------------------- |
| 1919年 | 马萨里克大学正式成立，设立法学院、医学院、理学院和文学院四个院系。      |
| 1939年 | 纳粹占领捷克期间，大学被关闭，大量教授和学生被捕或送往集中营。          |
| 1945年 | 第二次世界大战结束后，大学恢复正常教学和科研活动。                      |
| 1948年 | 共产主义政权上台后，法学院被取消，46%的学生被迫退学，大学受到政治干预。 |
| 1989年 | 天鹅绒革命后，大学恢复“马萨里克大学”名称，进入全面复兴阶段。            |
| 1998年 | 大学在博胡尼采地区建成新的校园，进一步扩展其研究和教学设施。            |
| 2005年 | 因信息系统的开发与创新，大学荣获欧洲EUNIS Elite Award奖项。             |
| 2022年 | 在俄乌战争背景下，大学开放特别入学申请，为乌克兰难民学生提供学习机会。  |

## 院系

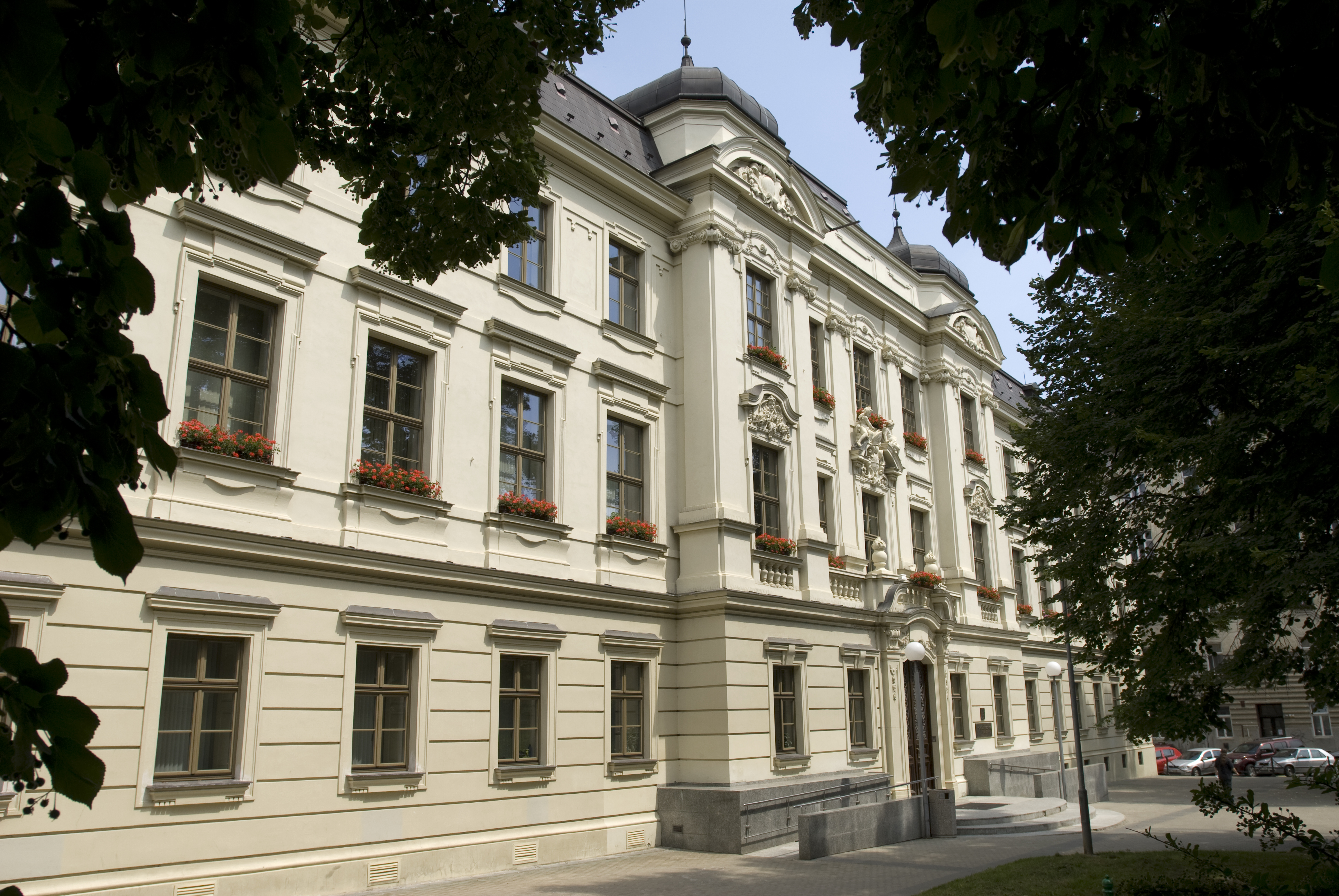
1919年至1931年的马萨里克大学校长办公室

马萨里克大学现由十个院系组成。四个院系于1919年随大学成立，分别为法学院、医学院、理学院和文学院。1946年成立了教育学院，1952年成立了药学院，该院系于1960年关闭，并于2020年重新开设。1990年创立了经济与行政学院，1994年成立了信息学院，1998年成立了社会科学学院，2002年成立了体育研究学院。

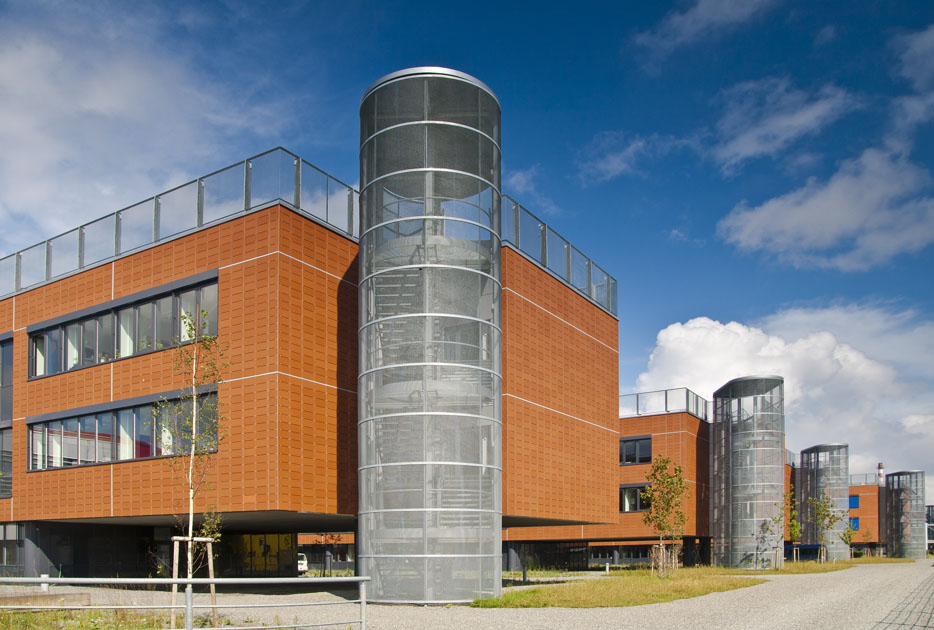
博胡尼采校区配套教学建筑

法学院于1950年因政治原因关闭，直到1969年才重新开放。教育学院于1953年独立为高等师范学校，1959年更名为师范学院，并于1964年重新并入大学。药学院曾于1952年至1960年短暂存在，随后被政府命令关闭，教学转移至布拉迪斯拉发。1991年，新的药学院在布尔诺成立，隶属于独立的布尔诺兽医大学。2020年，药学院重新并入马萨里克大学。
1990年至1991年间，俄帕瓦文学院和卡尔维纳商业与创业学院曾短暂地隶属于马萨里克大学，之后于1991年成为新成立的西里西亚大学的基础院校。

#### 法学院
法学院成立于1919年，是马萨里克大学最古老的院系之一。法学院在共产主义政权时期曾被关闭，直到布拉格之春后，出于政治需要，法学院在1969年才重新被当局开放。学院位于原计划用于大学校园的韦韦日街（Veveří），提供五年的法律硕士课程，以及公共管理和商业的各类学士和博士课程，设有11个捷克语和4个英语专业。

#### 医学院

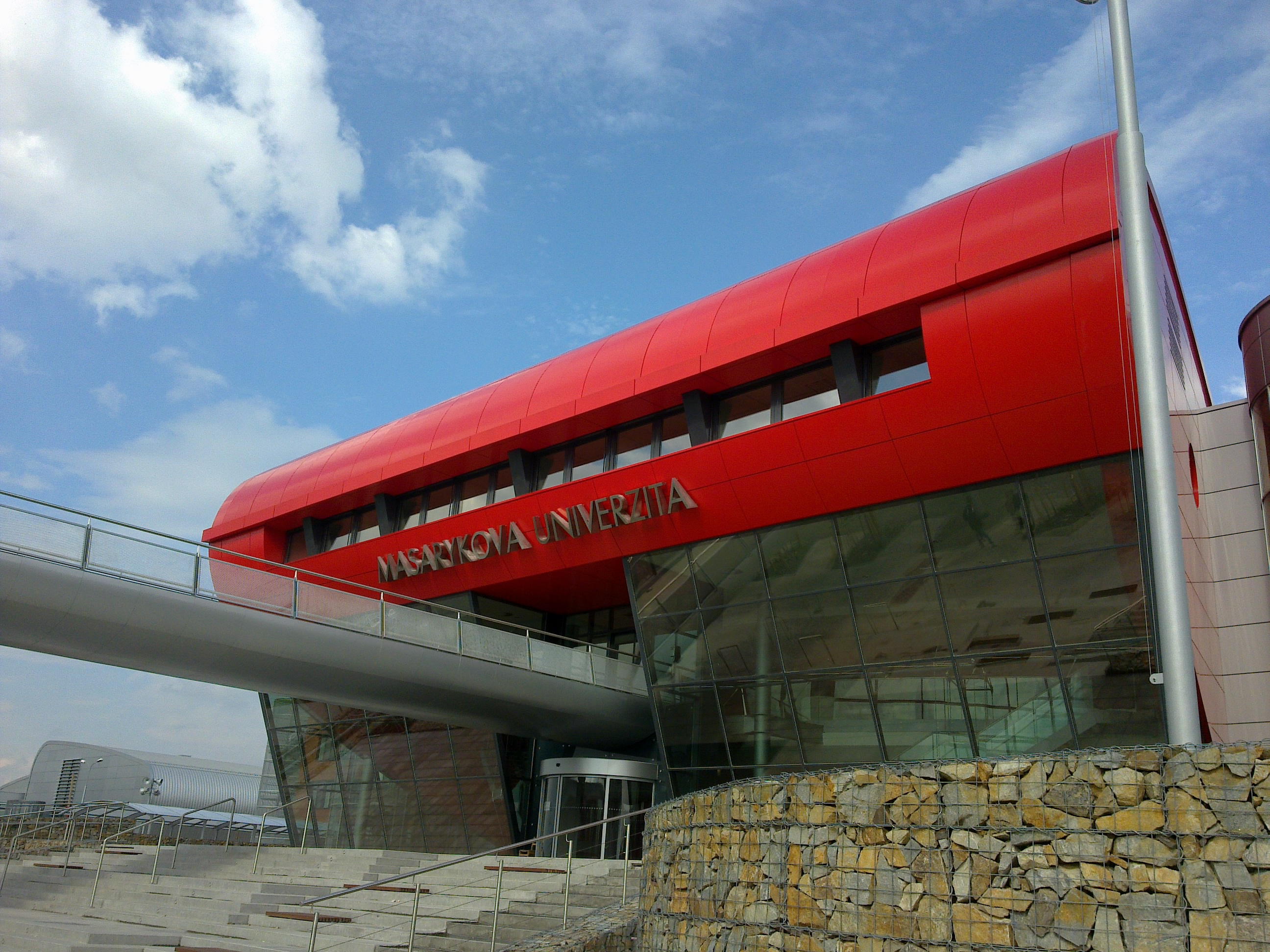
马萨里克大学新校区兼医学院大楼主入口

医学院同样创立于1919年，2010年搬迁至布尔诺-博胡尼采校区。该学院与多家本地医院合作，包括布尔诺大学医院。医学院提供为期六年的普通医学课程、五年的牙医学课程，以及护理、助产、护理研究等领域的多种学士学位课程，亦开设博士研究课程。

#### 理学院

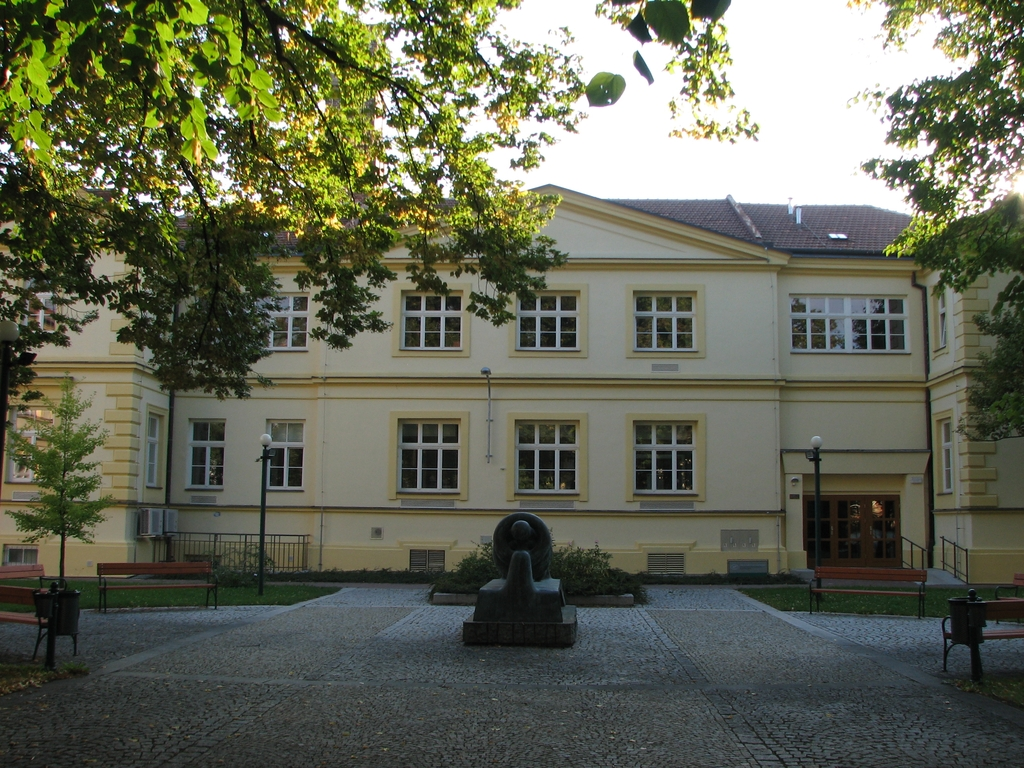
理学院大楼

理学院在1919年大学成立后逐步开展活动，最初位于考尼措娃街（Kounicova）、韦韦日街（Veveří）和科特拉日斯卡街（Kotlářská），后来扩展到布尔诺-博胡尼采校园。理学院提供生物、化学、物理、数学、地理、人类学和地质学的广泛课程，包括学士、硕士和博士学位。

#### 文学院

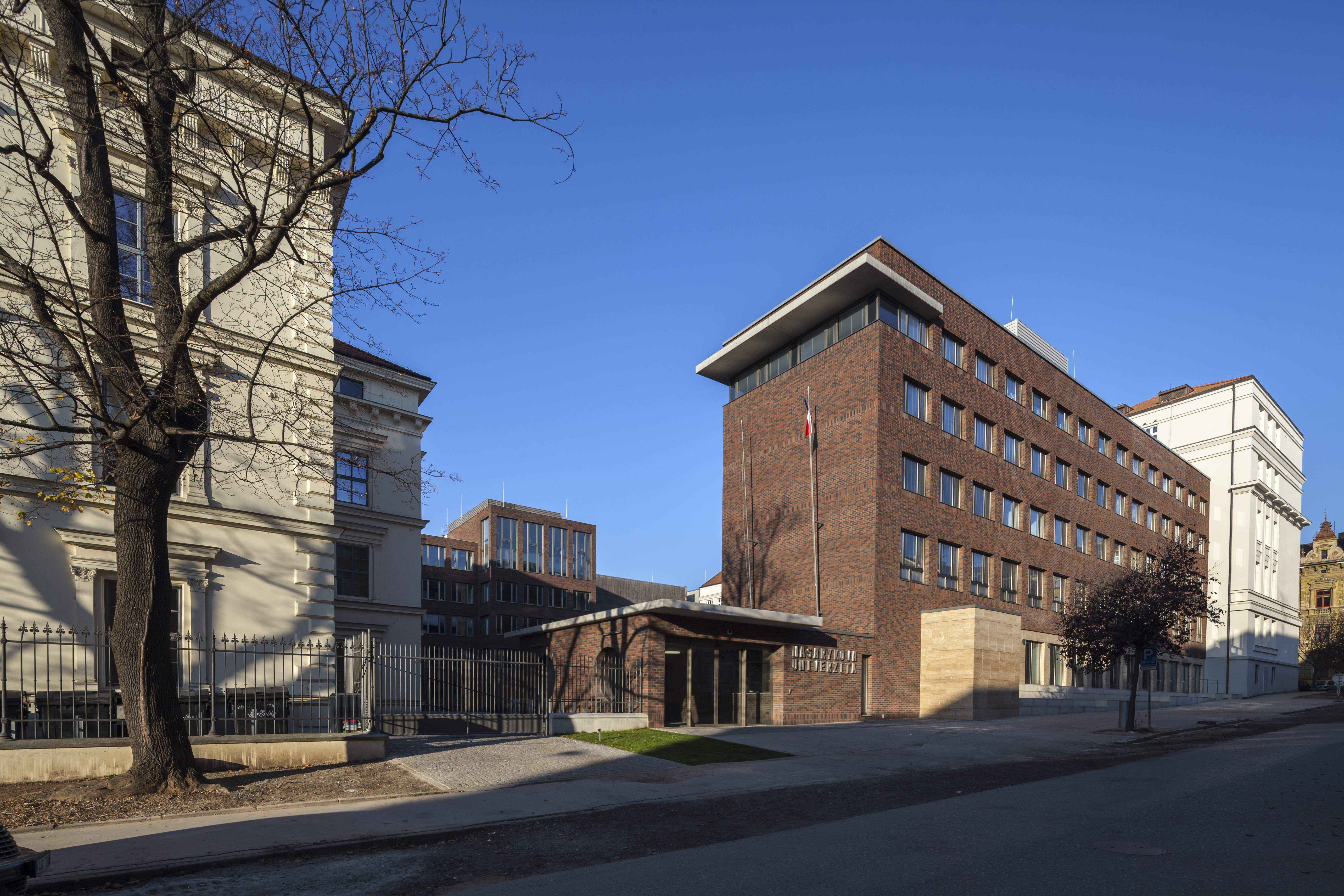
文学院大厦和学院正门入口

文学院位于阿尔内·诺瓦卡街（Arne Nováka）。文学院下设的各种系和学院提供语言、文学、历史、哲学、心理学和艺术的众多课程，涵盖学士、硕士和博士学位。

#### 信息学院

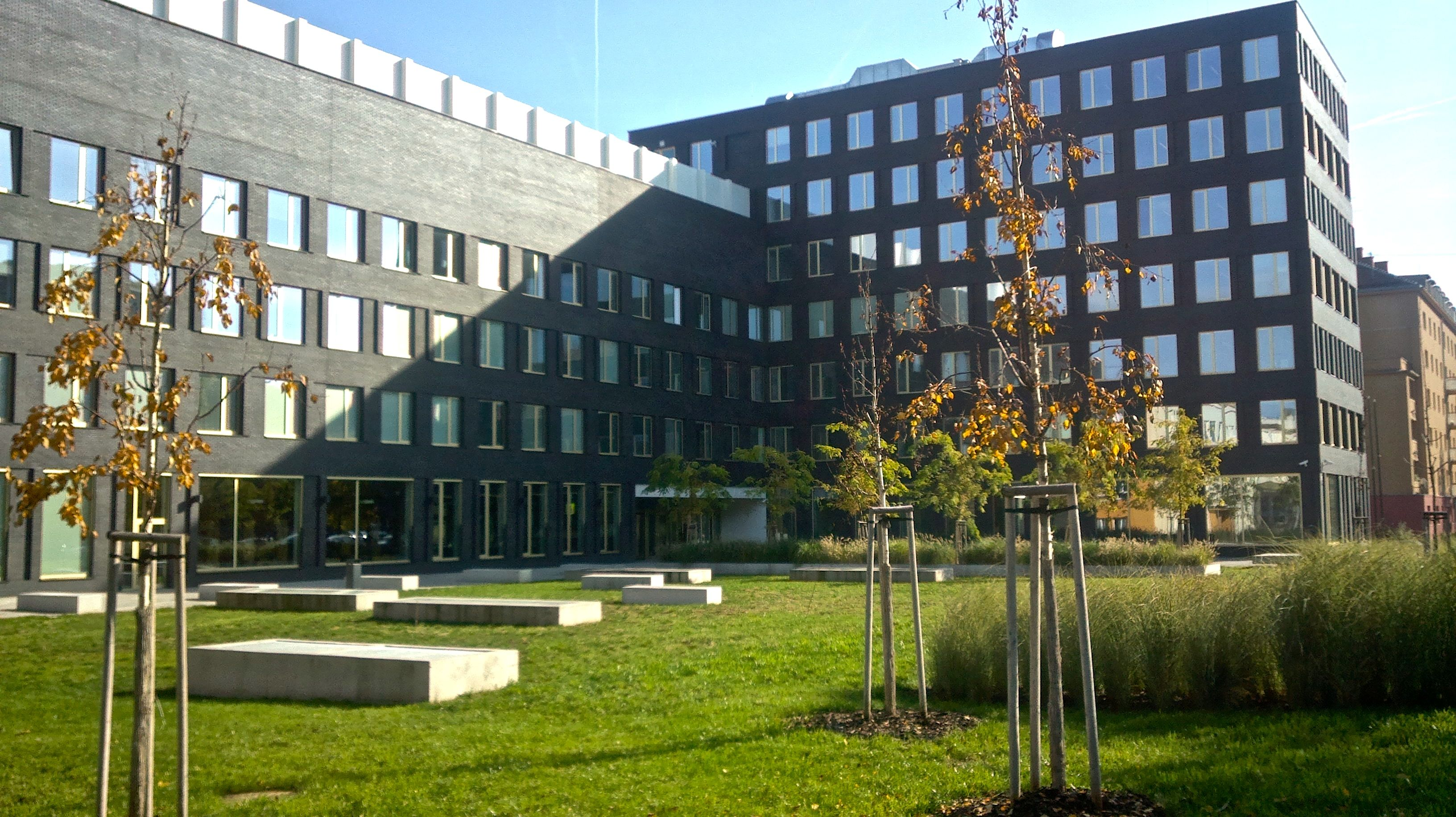
马萨里克大学信息学院大楼

信息学院成立于1994年，由理学院的信息学系独立而来。信息学院位于植物园街（Botanická），提供信息学和应用信息学的学士、硕士和博士课程。

#### 教育学院
教育学院位于布尔诺市中心的波日奇街（Poříčí）。成立于1946年，在1950年代曾被更高的师范学院和研究所暂时替代，在此之后教育学院于1964年重新并入马萨里克大学。
教育学院提供人文学科、科学和艺术领域的学士、硕士和博士课程,涵盖语言、历史、心理学、教育学、生物学、物理学、化学、地理、数学、音乐和艺术教育。

#### 药学院

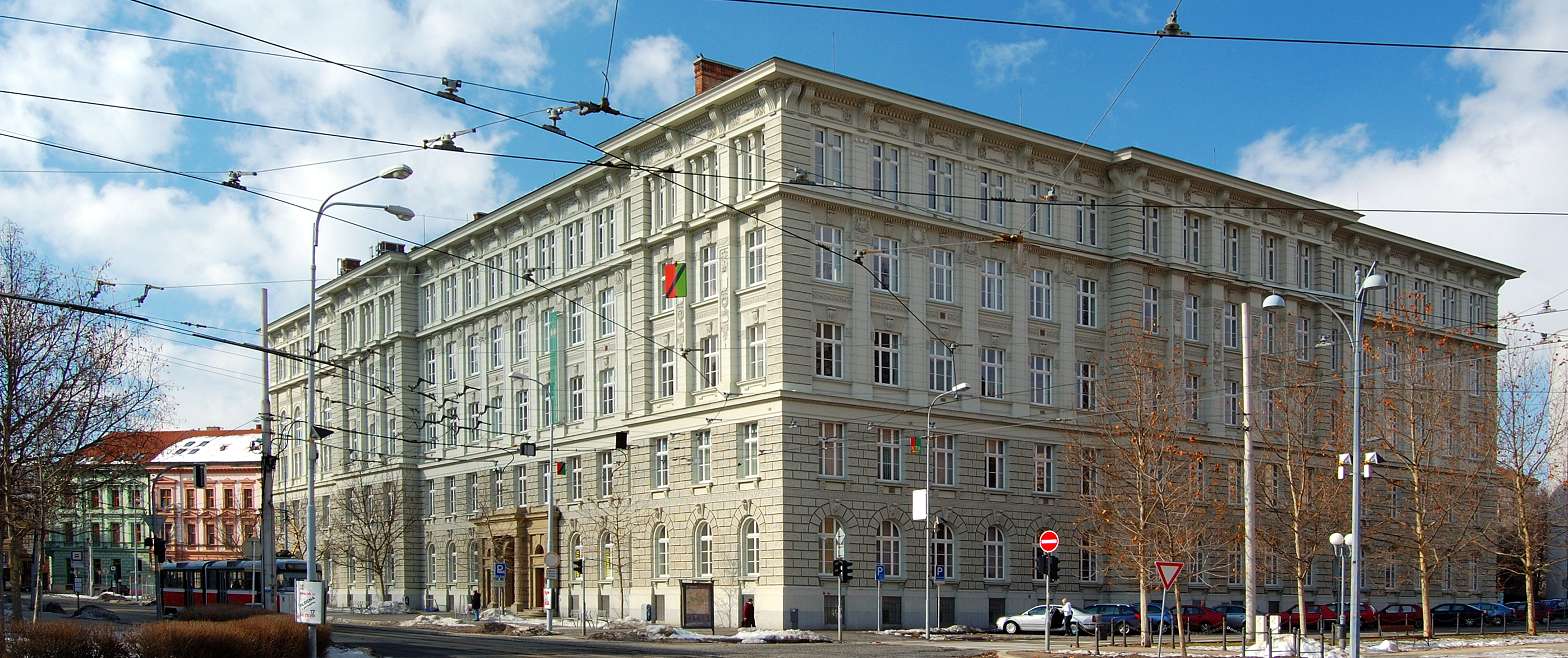
位于尤斯托瓦街的前马萨里克大学药学院大楼

药学院最早设立于1952年至1960年，2020年重新恢复。目前位于布尔诺兽医大学校园内，未来计划迁至马萨里克大学在布尔诺新设立的博胡尼采校区内。

#### 经济与行政学院
经济与行政学院成立于1990年，是较年轻的院系之一，位于布尔诺-皮萨尔基的利波娃街（Lipová）。经济与行政学院提供经济、金融与商业、管理、公共行政和区域发展的课程，涵盖学士、硕士和博士级别。

#### 社会科学学院

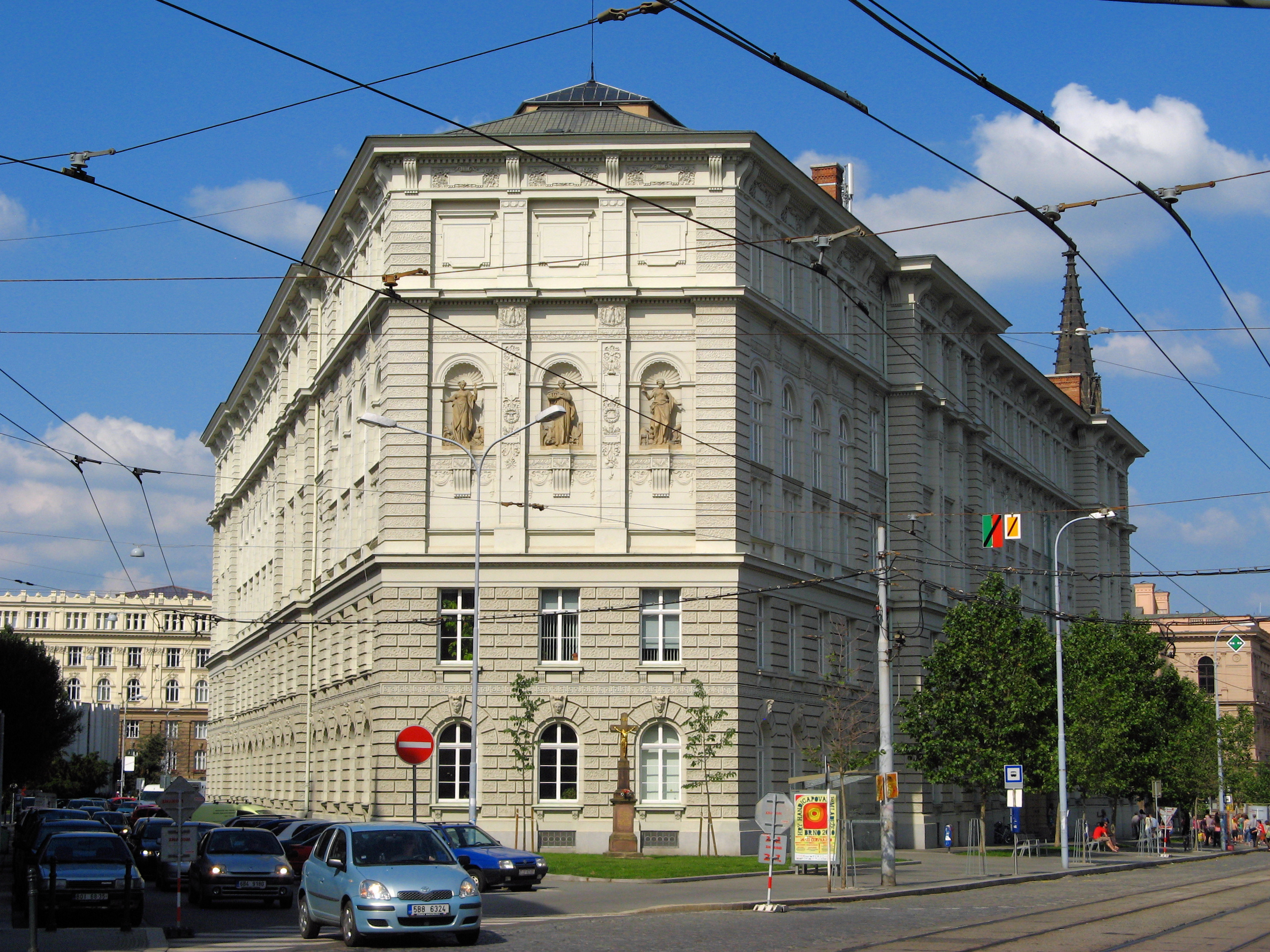
从学院门口斜对面的乌多尔尼街看社会科学学院大楼

社会科学学院于1998年从文学院独立出来，专注于社会学、心理学和政治科学。该学院位于约什托瓦街（Joštova），提供媒体研究、环境研究、社会政策及国际关系的各级学术课程。

#### 体育研究学院
体育研究学院是马萨里克大学最年轻的学院，成立于2002年，位于布尔诺-博胡尼采校园。设有田径、游泳、户外运动、体操、运动机能学、体育教育学、健康促进、社会科学、体育管理及运动游戏等部门。体育研究学院提供学士、硕士和博士级别的课程，并拥有位于Pod Hradem的大学体育中心。

## 校区建筑
马萨里克大学的建筑分散在城市各处，不同建筑和设施分布在布尔诺市的多个区域。

### 博胡尼采校区

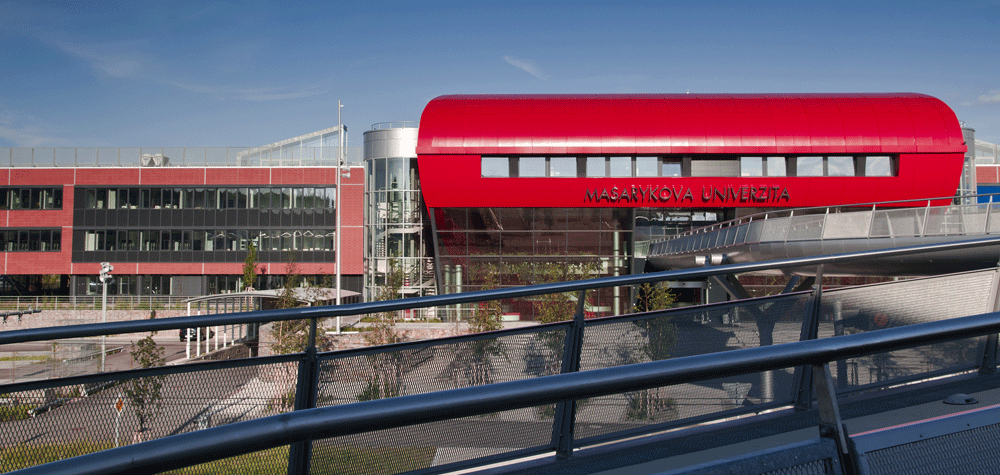
博胡尼采校区药学院和体育学院

博胡尼采校区位于布尔诺市博胡尼采区的卡梅尼采街5号，是马萨里克大学的重要校区之一，主要包括医学院和体育研究学院。博胡尼采校区以现代化的建筑和设施为特点，建筑设计体现功能性与美观性的结合，采用简洁的线条和大面积的玻璃幕墙，建筑外立面多以浅色为主，与周围环境形成对比。
博胡尼采校区校区内部配有教室、实验室和办公区域，设施旨在支持教学与研究活动。医学院的建筑毗邻布尔诺大学医院，设有多个实验室和研究空间，用于医学和生命科学领域的相关活动。
体育研究学院的建筑包括多功能体育馆、健身房和运动场地，用于教学和科研，校区内绿化景观规划相对完备，为建筑环境提供一定的开放与休闲空间。

### 计算机技术研究所

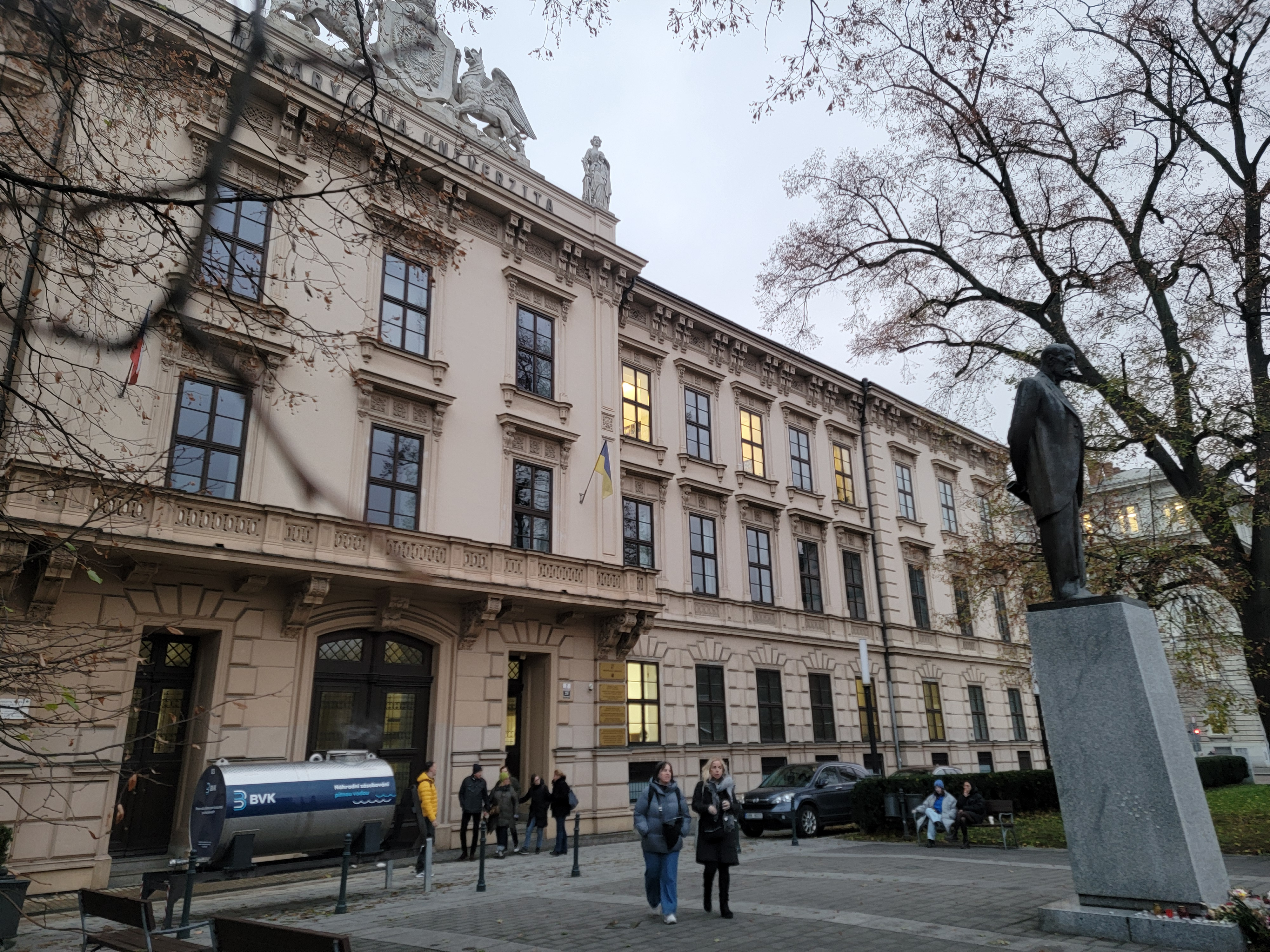
马萨里克大学计算机中心与ESN MUNI办公室

马萨里克大学计算机技术研究所是马萨里克大学的一个独立高等教育研究机构，专注于信息通信技术的开发和管理。研究所成立于1979年，最初位于自然科学学院，后于1996年迁至信息学学院所在的植物街。
马萨里克大学计算机技术研究所主要负责推动大学范围内的信息技术基础设施建设、支持分布式计算系统的开发，以及管理布尔诺超级计算中心和CERIT科学云
。这些努力旨在为马萨里克大学的科研和教学活动提供技术支持，同时促进与国内外机构的合作。
马萨里克大学计算机技术研究所于2000年设立了全校计算机自习室，并由研究所负责管理。自习室全年几乎全天候开放，为学生和教职员工提供计算机设施使用、打印、复印和装订等服务。设施包括多媒体计算机、无线网络（Eduroam）以及专门的学习空间，支持学生进行个人和小组学习。自习室的支付系统与学校的统一账户支付系统（SUPO）相连，方便用户管理打印和其他服务费用。
计算机自习室在2006年进行了大规模翻修，总投资约900万捷克克朗。翻修后的自习室增加了笔记本电脑专用工位、全新的计算设备以及更完善的无线网络覆盖。自习室的安全措施也得到加强，增加了入口门禁系统，学生需通过大学的学生证（ISIC卡）或教职员工证件验证身份后方可进入。
自习室是24小时运营，每天接待大量学生使用。除了日常学习功能，自习室还偶尔用于举办特别的项目活动和研讨会，但不会中断正常的开放服务。

### 孟德尔博物馆

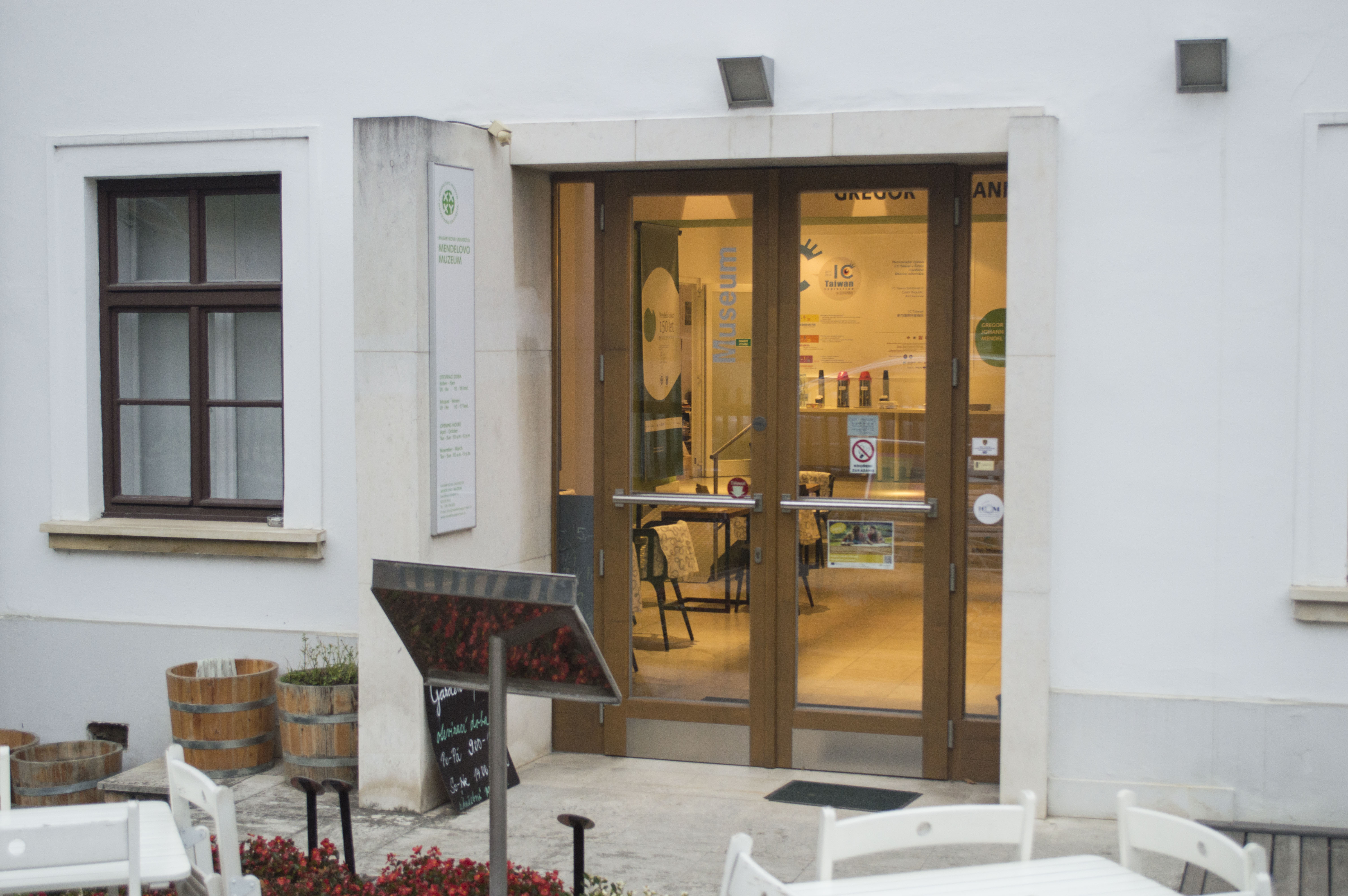
博物馆入口

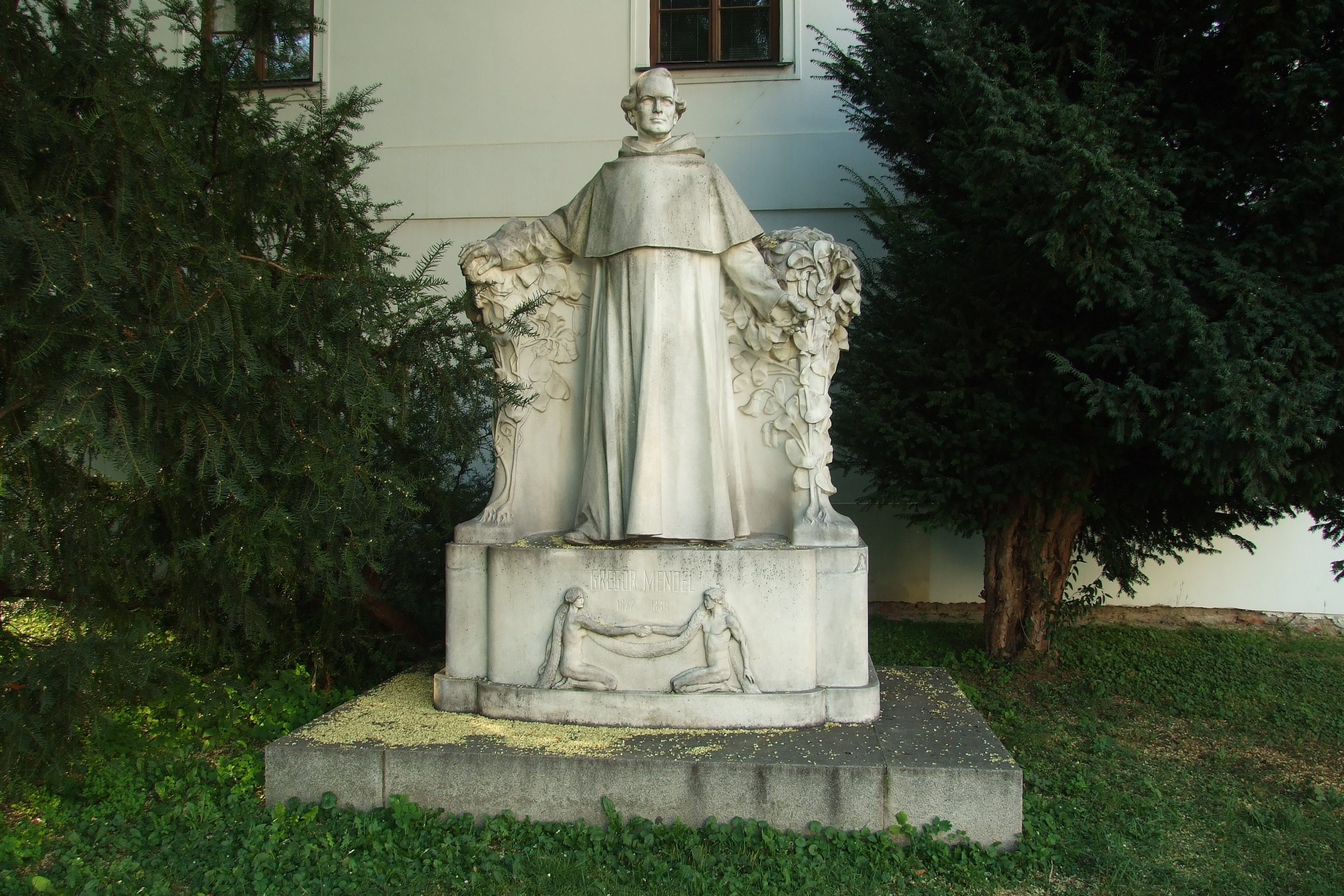
孟德尔雕像

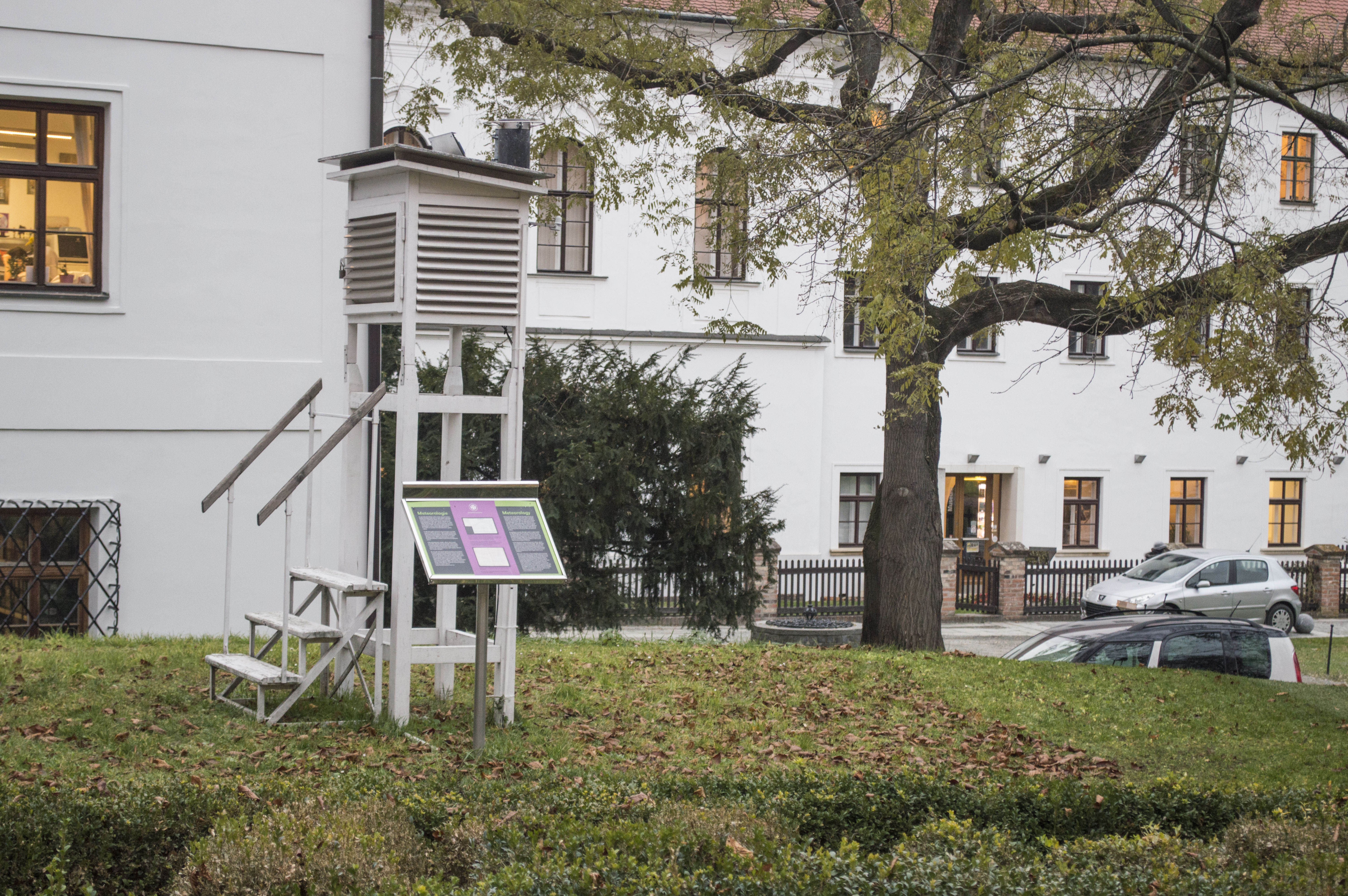
气象站

孟德尔博物馆于2002年成立，2007年成为马萨里克大学的下属机构。博物馆坐落于布尔诺旧城的奥古斯丁修道院，这里是遗传学创始人格雷戈尔·约翰·孟德尔曾工作的地方。
博物馆的常设展览题为“格雷戈尔·约翰·孟德尔：谦逊天才的故事”，以时间顺序展示孟德尔的生平与研究历程，涵盖其在修道院的实验、担任院长期间的活动，以及遗传学相关的研究成果。展品包括孟德尔手稿《植物杂交试验》的原件及其研究用设备
。
馆内设有讲座厅和咖啡厅，用于举办专题讲座，包括“孟德尔讲座”等学术活动。博物馆周围的花园中展示了实验温室的遗址，安装了一个气象站以纪念孟德尔对气象研究的贡献。博物馆面向公众开放，同时也是遗传学研究与教育的场所，举办各种相关活动，为学术与非学术群体提供服务
。

### 泰尔奇大学中心
泰尔奇大学中心是马萨里克大学的教学设施，位于泰尔奇的文化保护区内
。该中心为大学的各院系和附属机构提供教学支持，并组织会议和暑期教育课程，还提供住宿、图书馆及信息中心服务。庭院内设有咖啡馆。泰尔奇大学中心承担多功能用途，包括教育、住宿和文化活动，建筑的改造适应了现代化教学和研究需求。
中心位于一座前耶稣会学院的建筑内，地处扎哈里亚什广场，靠近泰尔奇城堡和圣雅各伯教堂。建筑为三翼两层结构，围绕内庭院，庭院与耶稣圣名教堂相连。自1973年起，该建筑被列为文化遗产。

## 学术

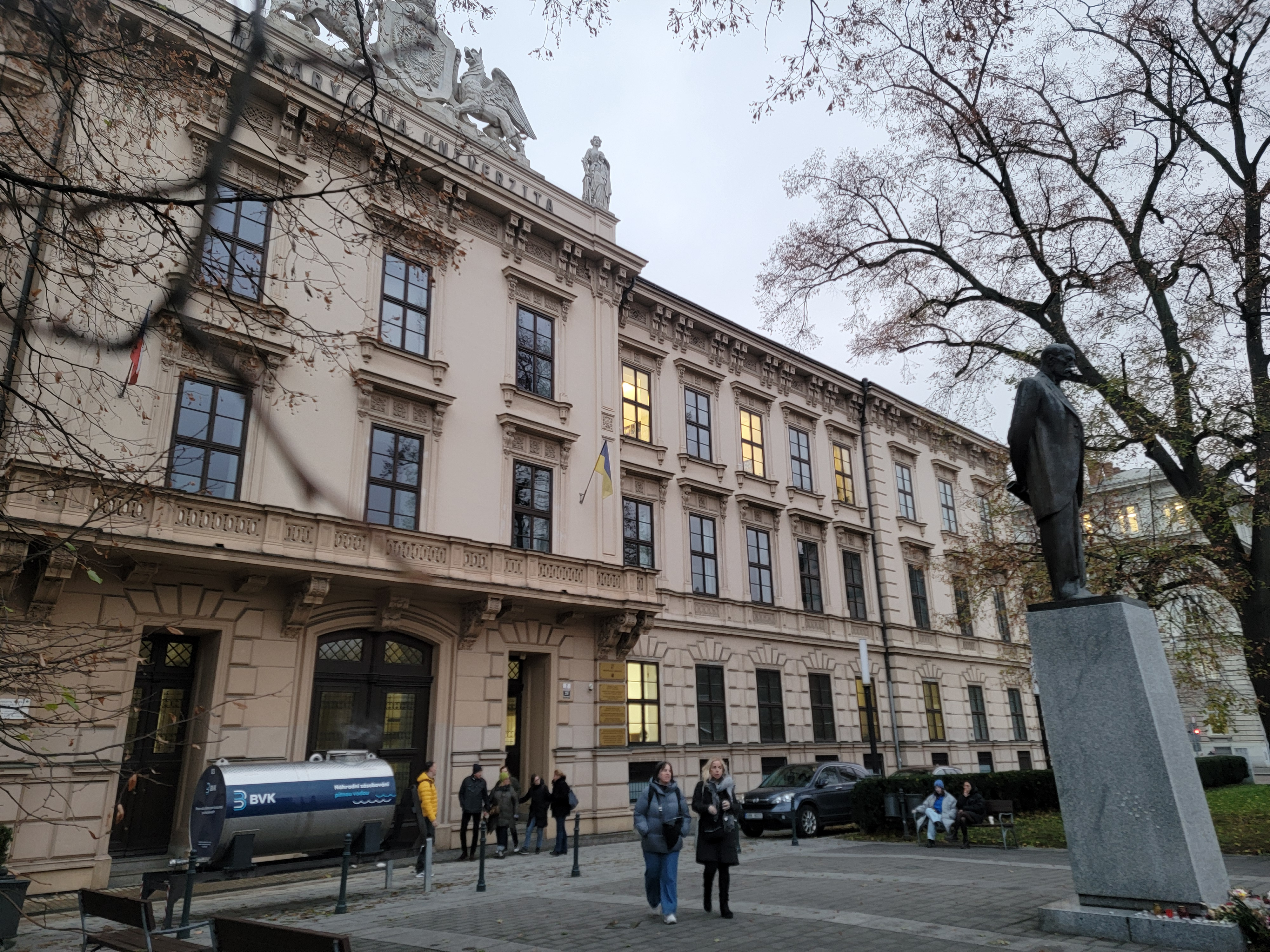
马萨里克大学计算机中心与ESN MUNI办公室

### 教育
截至2014年，马萨里克大学拥有超过35,000名学生和2,200多名教学人员，提供200多个学士、290个硕士和130个全日制博士课程，其中一些课程提供英语或德语教学，以及组合形式的教学。
国际研究办公室帮助促进来访和外出的学生流动。在2012/13学年，学校接待了超过1,000名国际学生。需要特殊支持的学生由泰瑞西亚斯中心（Teiresiás）协助。
2007年，大学在马萨里克大学孟德尔博物馆开设了展览场地，致力于推广格雷戈尔·孟德尔的科学研究和生活，孟德尔的实验是在如今所在的奥古斯丁会修道院进行的。孟德尔讲座由世界顶级遗传学、分子生物学、生物化学、微生物学和医学的科学家在孟德尔博物馆举办。
自2013年10月以来，斯卡拉影院由马萨里克大学运营，成为捷克共和国首家大学影院。自2014年以来，影院每年在国际学生日（11月17日）期间举办自由讲座，就当前社会话题进行与杰出人士的公开辩论。

### 研究

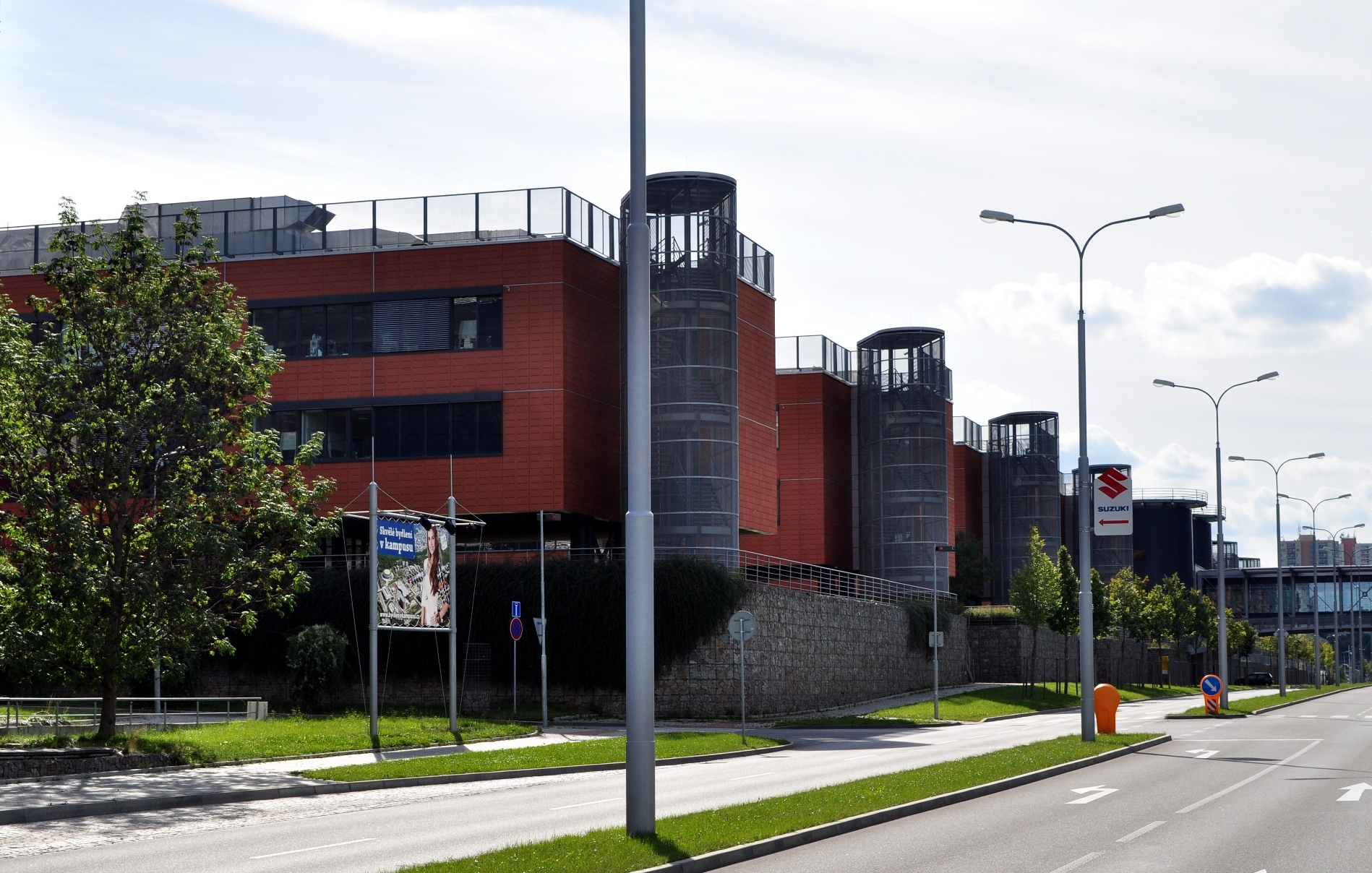
马萨里克大学博胡尼采学区大学校园管理中心

马萨里克大学与其他高等教育机构共同参与中欧科技研究所（CEITEC），这是一家致力于生命科学领域基础和应用研究的研究中心。
大学在南极洲拥有并运营孟德尔极地站。该站支持生物、地质及气候学的基础研究。极地站建于2005和2006年，并在南极夏季期间有工作人员驻守。
马萨里克大学的技术转移办公室成立于2005年，旨在将研究成果应用于实践中，并支持和促进科学界与工业界之间的合作。

### 排名声誉
在2024年《QS世界大学排名》中，马萨里克大学世界排名第408位，在捷克大学中排名为第2位。在2023年软科世界大学学术排名（ARWU）中，马萨里克大学位列全球401–500名。在2024年《泰晤士高等教育世界大学排名》中，马萨里克大学被评为601–800名。在2024年《美国新闻与世界报道》全球大学排名中，马萨里克大学位居第612名。

### 马萨里克大学资助机构
马萨里克大学资助机构（GAMU）是马萨里克大学的内部组织，通过以下资助项目为学生、内部和外部研究人员及研究团队提供研究职业生涯各阶段的资金支持：
- HORIZONS——支持国际项目准备[101]
- 跨学科研究项目[101]
- MASH——马萨里克大学科学与人文学科奖[101][102]
- MASH JUNIOR——马萨里克大学科学与人文学科少年奖[101][103]
- 职业重启——支持职业中断后研究人员的整合[101]
- MUNI 科学家——杰出研究成果奖[101]

### 国际科学委员会
国际科学委员会负责协助大学制定科学战略，同时提供科学问题的独立评估和建议。首次会议于2016年10月17日至18日举行，成员包括：主席伊日·伊日奇尼（Jiří Jiřičný，苏黎世大学癌症分子研究所创始人及主任）、彼得·威廉森（Peter Williamson，剑桥大学贾奇商学院管理研究主任）、托马斯·亨辛格（Thomas Henzinger，洛桑联邦理工学院教授）和玛丽-简妮·卡利奇（Marie-Janine Calic，慕尼黑大学历史学教授，专注于东欧和南欧研究）。分子生物学家玛丽·奥康奈尔（Mary O’Connel）自2014年通过ERA Chair项目加入马萨里克大学，并担任委员会执行秘书。国际科学委员会每年召开一次例会。2019年，国际科学委员会的成员提出改进大学博士研究工作，并特别建议加强对博士生的支持。

## 來源資料
1. 1 2   (PDF). Brno: Masarykova univerzita: 137, 159. 2021  [2021-07-20]. （原始内容存档 (PDF)于2021-07-20） （捷克语）.
2. ↑  Fasora, Lukáš; Hanuš, Jiří. . 布尔诺: 马萨里克大学. 2009. ISBN 978-80-210-4850-8.
3. ↑  Fasora & Hanuš 2009，第50頁.
4. ↑  Fasora & Hanuš 2009，第27頁.
5. ↑  Šrámková, Zuzana. . Universitas. 2018-10-26  [2024-11-17] （捷克语）.
6. 1 2 3 4 5  Fojtů, Martina. . Muni : měsíčník Masarykovy univerzity. 2017-12-08  [2017-12-08]. （原始内容存档于2018-09-19）.
7. ↑  Fasora & Hanuš 2009，第200頁.
8. ↑  Masaryk (托马斯·马萨里克), Tomáš Garrigue. . Čin. 1926: 78. ISBN 3-85-770-048-3 （捷克语）.
9. 1 2 3 4 5 6 7 8 9 10 11  . knihovnarevue.nkp.cz.   [2024-11-17]. （原始内容存档于2024-04-21）.
10. ↑  Kozák, K. . Charles University in Prague, Karolinum Press. 2019.
11. ↑  Masaryk, Tomáš Garrigue. . 1885. „Kdo zná život škol vysokých, dá mně za pravdu, že máme-li míti jednu univerzitu, potřebujeme dvě.“
12. ↑  . Encyklopedie města Cheb.   [2024-11-17]. （原始内容存档于2021-10-27）. “Největším statkem muže je jeho lid/ Největším statkem lidu je jeho právo/ Duše lidu žije v jeho jazyce/ Lidu, právu a svému jazyku/ Věrné nás našel tento a najde každý další den!” - Felix Dahn
13. ↑  Čerešňák, B. . Sborník prací Filozofické fakulty brněnské univerzity. C, Řada historická. 1968, 17 (C15): 7–26.
14. ↑   (PDF). Zákon.   [2024-11-17]. （原始内容存档 (PDF)于2022-12-09） （捷克语）.
15. ↑  Holčíková, A. . Právnická fakulta Masarykovy univerzity.
16. ↑  . Newsletter. Masarykova univerzita.   [2024-11-17]. （原始内容存档于2022-09-24）.
17. 1 2  Kubátová, M. M. . METODY VÝUKY A TESTOVÁNÍ CIZÍCH JAZYKŮ (VČETNĚ ČEŠTINY PRO CIZINCE). 2016: 139.
18. ↑  Pavlincová, H.; Gabriel, J. . Studia philosophica. 2020, 67 (2): 71–93.
19. ↑  .   [2024-04-27]. （原始内容存档于2024-04-27）.
20. 1 2  . .   [2023-04-27]. （原始内容存档于2024-09-28）.
21. ↑  何健. . 江苏高教. 1987, (05): 62. CNKI JSGJ198705033.
22. 1 2  Fasora, J.; Hanuš. . 2009: 159.
23. ↑  . iDNES.cz.
24. ↑  Ambrus, Tünde.  (PDF). Praktické lékárenství (实用药学). 2013, (1): 41–42  [2024-11-06]. （原始内容存档 (PDF)于2024-06-13） （捷克语）.
25. 1 2 3   (PDF). Fakulta informatiky Masarykovy univerzity. 2005-05-20  [2015-12-14]. （原始内容存档 (PDF)于2024-02-19）.
26. ↑  . VysokéŠkoly.cz. 2015-11-30  [2024-11-20]. （原始内容存档于2023-03-21）.
27. ↑   (PDF). Brno: Masarykova univerzita. 2016  [2016-08-25]. （原始内容存档 (PDF)于2022-12-20）.
28. 1 2  Sajbot, Radim. . Masarykova univerzita. 2022-04-15  [2024-11-17]. （原始内容存档于2024-07-16）.
29. ↑  . .   [2024-04-27]. （原始内容存档于2024-04-27）.
30. ↑  . em.muni.cz. 2020-01-27  [2024-11-17]. （原始内容存档于2022-08-14）.
31. ↑  . Masarykova univerzita.   [2024-11-17].
32. ↑  Vojáček, Ladislav; Schelle, Karel; Tauchen, Jaromír. . Brno: Masarykova univerzita. 2019: 574. ISBN 978-80-210-9240-2.
33. 1 2  LINHARTOVÁ, Věra. . Brno: Masarykova univerzita. 2004: 353. ISBN 80-210-3456-4.
34. 1 2  Pulec, Jiří; Kalendovská, Jiřina; Schmidt, Eduard. . Brno: Masarykova univerzita. 1994: 64. ISBN 80-210-0971-3.
35. 1 2  . Oddělení analytické a statistické (教育、青年与体育部分析与统计部门).   [2015-01-20]. （原始内容存档于2016-03-10） （捷克语）.
36. 1 2 3  Eneš, Pavel; Rambousek, Vladimír (编). . Plzeň: Koniáš. 2007: 21–28. ISBN 80-86948-04-8.
37. 1 2 3 4  Ambrus, Tünde. . Praktický lékáren. 2013, 9 (1): 41–42.
38. ↑  . 马萨里克大学官网.   [2024-06-05]. （原始内容存档于2024-10-07） （捷克语）.
39. ↑  . 西里西亚大学.   [2024-11-06]. （原始内容存档于2024-07-20） （捷克语）.
40. ↑  Novotný, L. . 2014.
41. ↑  Jahodová, M. . Bakalářská práce (Filozofická fakulta Masarykovy univerzity). 2006.
42. ↑  . Brno: Encyklopedie dějin města Brna (布尔诺市历史百科全书). 2012-01-21  [2015-03-08]. （原始内容存档于2024-05-21） （捷克语）.
43. ↑  . Masarykova univerzita.   [2024-11-17]. （原始内容存档于2024-07-21） （捷克语）.
44. ↑  POSPÍŠIL, Leopold. . Brno: Šimon Ryšavý. 2004: 103. ISBN 80-7354-014-2.
45. ↑  Nechutová, Jana. . Weissar T., Modlíková K. Masarykova univerzita. 2019.
46. ↑  Bednaříková, Marie;  et al. . Brno: Univerzita J.E. Purkyně. 1969: 429. 55-013-69.
47. ↑  . Masarykova univerzita.   [2024-11-17] （捷克语）.
48. ↑  . VysokéŠkoly.cz.   [2024-11-06]. （原始内容存档于2024-07-20） （捷克语）.
49. ↑   (Zákon) (100/1946 Sb.) （捷克语）.
50. ↑  Čapka, František; Němec, Ivan. . Brno: Ando Publishing. 1996: 11–19.
51. 1 2  Mgr P; Bulant, M; Kišš, K M. .
52. ↑  . Encyklopedie dějin města Brna. 2004  [2022-05-26]. （原始内容存档于2020-04-09） （捷克语）.
53. ↑  . MU Faculty of Social Studies.   [2024-06-05]. （原始内容存档于2021-06-02） （英语）.
54. ↑  Drahotová, K. . 2023.
55. ↑  . Masaryk University.   [2024-06-05]. （原始内容存档于2024-06-05） （英语）.
56. ↑  . Campus Square.   [2024-11-17]. （原始内容存档于2024-06-13） （捷克语）.
57. ↑  Zlámalová, Marie.  (学位论文). 马萨里克大学，自然科学学院. 2012.
58. 1 2   (PDF). 马萨里克大学.   [2024-11-17]. （原始内容存档 (PDF)于2024-04-05）.
59. ↑  Zajíčková, J.  (学位论文). 马萨里克大学，经济与管理学院. 2022.
60. ↑  . ÚVT MU.   [2016-01-19]. （原始内容存档于2016-02-08）.
61. ↑  MŠMT ze dne 29. dubna 2011 rozhodlo o poskytnutí dotace za účelem realizace projektu CERIT Scientific Cloud, reg. č. CZ. 1.05/3.2.00/08.0144（2011年4月29日，捷克教育部关于资助的决议，登记号CZ. 1.05/3.2.00/08.0144）
62. ↑  . Masarykova univerzita. 2014-05-29  [2016-01-19]. （原始内容存档于2016-01-26）.
63. ↑  .   [2016-01-19]. （原始内容存档于2016-01-25）.
64. ↑  Valentová, Marcela. . Zpravodaj ÚVT MU. 2008, XIX (2): 7–8  [20 November 2024]. ISSN 1212-0901. （原始内容存档于2021-06-23） （捷克语）.
65. ↑  . ÚVT MU.   [2016-01-19]. （原始内容存档于2016-01-25）.
66. 1 2  . 2006-10-26  [2016-01-19]. （原始内容存档于2020-04-09）.
67. ↑  . Brno: Masarykova univerzita.   [2017-03-16]. （原始内容存档于2017-03-12）.
68. ↑  Šmarda, J. Jr. . Zpravodaj ÚVT MU. 2001, XIX (1). （原始内容存档于2013-09-24）.
69. ↑   (PDF).   [2015-10-12].[]
70. ↑  . Český rozhlas.   [2024-11-20]. （原始内容存档于2012-08-17）.
71. ↑  . Encyklopedie dějin města Brna.   [2015-10-11]. （原始内容存档于2023-12-11）.
72. ↑  . Mendelovo muzeum.   [2024-11-20]. （原始内容存档于2015-10-06）.
73. ↑  . Radio Prague International.   [2024-11-20]. （原始内容存档于2012-08-17）.
74. ↑  . Encyklopedie Brna.   [2024-11-20]. （原始内容存档于2023-12-11）.
75. ↑  . Online MUNI.   [2024-11-20]. （原始内容存档于2018-07-10）.
76. ↑  . Encyklopedie dějin města Brna.   [2015-10-11]. （原始内容存档于2023-10-05）.
77. ↑  . Mendelovo muzeum.   [2024-11-20]. （原始内容存档于2016-03-19）.
78. ↑  . Brněnský deník.   [2024-11-20]. （原始内容存档于2016-04-07）.
79. 1 2 3  . Archiweb.cz. 2009-07-08  [2016-06-19]. （原始内容存档于2017-07-20）.
80. ↑  . MonumNet. 2019-10-14.
81. ↑  . iDNES.cz. 2011-04-12  [2016-06-19]. （原始内容存档于2017-04-21）.
82. ↑  . Masaryk University.   [2015-07-21]. （原始内容存档于2024-02-27）.
83. ↑  . Masaryk University.   [2015-07-21]. （原始内容存档于2024-02-27）.
84. ↑  . Mendel Museum.   [2015-07-21]. （原始内容存档于2024-05-25）.
85. ↑  Malachová, A. . IATED Digital Library. 2015  [2016-02-11]. （原始内容存档于2023-07-30）.
86. ↑  . iDNES.cz. 2013-09-16  [2016-02-11]. （原始内容存档于2015-11-18） （捷克语）.
87. ↑  . Rok smíření. 2015-04-21  [2016-02-11]. （原始内容存档于2023-07-30） （英语）.
88. ↑  . The Jerusalem Post. 2016-01-15  [2016-02-11]. （原始内容存档于2024-09-29）.
89. ↑  , Masarykova univerzita, 2015-11-19  [2016-02-11], （原始内容存档于2023-08-24）
90. ↑  . CEITEC PhD School. 2020-05-29  [2024-11-17] （英语）.
91. ↑  . Masaryk University.   [2015-07-21]. （原始内容存档于2022-08-12）.
92. ↑  . Masaryk University.   [2015-07-21]. （原始内容存档于2024-07-16）.
93. ↑  . QS Quacquarelli Symonds Limited. 2025.
94. ↑  . QS Top Universities. 2023年6月  [2024-10-20]. （原始内容存档于2023-09-29）.
95. ↑  . Academic Ranking of World Universities.   [2024-10-20]. （原始内容存档于2024-06-15）.
96. ↑  . Times Higher Education. 2023年10月  [2024-10-20]. （原始内容存档于2023-09-28）.
97. ↑  . U.S. News & World Report. 2024年10月  [2024-10-20].
98. 1 2 3 4 5 6 7 8  . Masaryk University.   [2024-10-20]. （原始内容存档于2024-05-18）.
99. ↑  . Masaryk University.   [2024-10-20]. （原始内容存档于2024-05-18）.
100. ↑  . Masaryk University.   [2024-10-20]. （原始内容存档于2024-04-15）.
101. 1 2 3  Wiesnerová, Ema. . Magazín M. 马萨里克大学. 2019-01-25  [2020-09-14]. （原始内容存档于2022-09-30） （捷克语）.
102. ↑  Wiesnerová, Ema. . Muni : 马萨里克大学月刊. 2016-10-16  [2016-12-17]. （原始内容存档于2016-12-20） （捷克语）.